# Контргамбіт
Контргамбіт — це вид дебюту, коли у відповідь на гамбіт супротивника гравець сам жертвує фігуру; тобто зустрічний гамбіт.
Звичайно, якщо контргамбіт є варіантом гамбіту, то гра тут буде гостра.

## Деякі контргамбіти
- Контргамбіт Альбіна
- Контргамбіт Вінавера
- Контргамбіт Лопеса
- Контргамбіт Німцовича
- Контргамбіт Фалькбеєра (королівський контргамбіт)
- Центральний контргамбіт